# Ferrari 212 Export
O 212 Export foi um automóvel da Ferrari, criado para substituir a 195 S. Também foi criado a 195 Inter de tipo GT.